# Mannenmarathon van Tokio 2003
De Mannenmarathon van Tokio 2003 werd gelopen op zondag 9 februari 2003. Het was de 24e editie van de Tokyo International Marathon. Aan deze wedstrijd mochten alleen mannelijke elitelopers meedoen.
De Tanzaniaan Zebedayo Bayo finishte als eerste in 2:09.07.

## Uitslagen
| rang   | naam                | land | tijd    |
| ------ | ------------------- | ---- | ------- |
| Goud   | Zebedayo Bayo       | TAN  | 2:09.07 |
| Zilver | Shigeru Aburaya     | JPN  | 2:09.30 |
| Brons  | Noriaki Igarashi    | JPN  | 2:10.11 |
| 4      | Naoki Mishiro       | JPN  | 2:10.33 |
| 5      | Laban Kagika        | KEN  | 2:10.43 |
| 6      | Ambesse Tolosa      | ETH  | 2:12.32 |
| 7      | Gert Thys           | RSA  | 2:12.51 |
| 8      | Yoshiteru Morishita | JPN  | 2:12.54 |
| 9      | Roderic Dehighden   | AUS  | 2:14.40 |
| 10     | Michitane Noda      | JPN  | 2:15.55 |
| 11     | Dmitriy Kapitonov   | RUS  | 2:16.28 |
| 12     | Andrey Gordayev     | BLR  | 2:17.40 |
| 13     | Toyokazu Yoshimura  | JPN  | 2:17.50 |
| 14     | Yoshinori Fukudome  | JPN  | 2:18.27 |
| 15     | Masahiro Matsumoto  | JPN  | 2:19.26 |
| 16     | Yuki Abe            | JPN  | 2:19.32 |
| 17     | Ronaldo Dacosta     | BRA  | 2:20.57 |
| 18     | Hideyuki Fujino     | JPN  | 2:22.22 |

Tokyo International Marathon (alleen mannen)

1981 · 1982 · 1983 · 1984 · 1985 · 1986 · 1987 · 1988 · 1989 · 1990 · 1991 · 1992 · 1993 · 1994 · 1995 · 1996 · 1997 · 1998 · 1999 · 2000 · 2001 · 2002 · 2003 · 2004 · 2005 · 2006

Tokyo International Women's Marathon (alleen vrouwen)

1979 · 1980 · 1981 · 1982 · 1983 · 1984 · 1985 · 1986 · 1987 · 1988 · 1989 · 1990 · 1991 · 1992 · 1993 · 1994 · 1995 · 1996 · 1997 · 1998 · 1999 · 2000 · 2001 · 2002 · 2003 · 2004 · 2005 · 2006 · 2007 · 2008

Tokyo Marathon (beide)

2007 · 2008 · 2009 · 2010 · 2011 · 2012 · 2013 · 2014 · 2015 · 2016 · 2017 · 2018 · 2019 · 2020 · 2021 · 2022 · 2023 · 2024